# Sitio de París (845)
El asedio de París de 845 fue una ofensiva vikinga sobre París, protagonizada por una flota encabezada por el legendario caudillo Reginherus, quien se retiró tras recibir el pago de un rescate y evitar la devastación.

## Precedentes
Los vikingos ya habían realizado ataques en el territorio de los francos desde principios del siglo IX, pese a que Carlomagno creó una línea de defensa costera, las incursiones fueron muy cruentas a lo largo de los ríos navegables hacia el interior.
Los invasores del norte se aprovechaban de las luchas internas entre los herederos de Ludovico Pío, primero a lo largo del Sena hasta Rouen en 840. En 843, guerreros del reino de Vestfold, aparecieron surcando el Sena por primera vez.

## Ataque sobre París
El 28 de marzo de 845, una flota de 120 naves vikingas atacó la ciudad. Mientras saqueaban París, una plaga se extendió por el campamento vikingo. En aquel tiempo, los vikingos tanteaban entre creencias paganas y cristianas. Primero rezaron a los dioses del norte y siguiendo los consejos de un prisionero cristiano, también hicieron lo propio según la tradición cristiana. Finalmente, la plaga fue controlada.
Las fuerzas vikingas demostraron ser superiores a los francos. Se retiraron tras el pago de Carlos el Calvo de un danegeld (tributo) de 7000 libras (2570 kilogramos) en plata y oro. Este ataque fue el presagio para el posterior asedio.